# Il mondo perduto (film 1998)
Il mondo perduto (The Lost World) è un film del 1998 per la regia di Bob Keen, tratto dal romanzo omonimo di Arthur Conan Doyle. La storia è incentrata sulla scoperta di una terra popolata di dinosauri nel mondo moderno, presso un altopiano in Mongolia.

## Trama
1934. Il ricercatore Maple White, insieme al suo aiutante Azbek, scopre un mondo sconosciuto e popolato dai dinosauri, sito su un altopiano in Mongolia. Dopo aver trovato un uovo di dinosauro in una grotta, White festeggia la scoperta con Azbek. L'aiutante, fin da principio timoroso del luogo, viene assalito ed ucciso da dei dimorfodonti, i quali aggrediscono anche White facendolo precipitare dall'altopiano tenendosi avvinghiato ad una corda; anche se gravemente ferito, White viene ritrovato e curato da Myar e Djena, rispettivamente fratello e sorella di Azbek; White chiede ai due di vedere l'amico George Challenger. Una volta rincontratisi, White propone all'amico di effettuare una spedizione sull'altopiano al suo posto.
Challenger accetta e, tornato a Londra, organizza una conferenza tentando di convincere alcune persone a compiere questo viaggio per far conoscere all'umanità animali ritenuti sino ad allora estinti. Durante la conferenza, Challenger viene deriso ed umiliato dagli studenti e dai colleghi, fra cui Leo Summerlee e lord Thomas. Lo stesso Summerlee si offre per primo volontario alla spedizione. Uno degli spettatori della conferenza, Oscar Perreault, si propone per pagare le spese di spedizione per la Mongolia, a condizione di catturare un dinosauro vivo per esporlo al pubblico; Challenger accetta, seppure malvolentieri dato che a lavorare per Perreault vi è il losco lord John Roxton, un ricco cacciatore di cattiva fama. Dopo la conferenza, Challenger conosce il giovane giornalista Arthur Malone, il quale si propone di unirsi alla spedizione; fuori dalla sede delle conferenze, Challenger rivede la figlia di Maple White, Amanda, che si unirà anch'essa alla squadra.
Nei giorni successivi, i componenti si rincontrano e si mettono in viaggio per la Mongolia; per giungere sul sito useranno un apposito mezzo di trasporto. Durante il tragitto assumono delle guide, compresi i giovani fratelli Myar e Djena; tra quest'ultima e il giovane Malone nasce un profondo sentimento. Il mezzo di trasporto subisce un guasto e la squadra è costretta a continuare il viaggio a piedi. Trascorsa una notte, una delle guide viene uccisa dopo essere stata punta da un insetto.
La squadra, infine, giunge ai piedi dell'altopiano; Amanda White viene rapita da due indigeni che vi abitano. La squadra si mette alla ricerca della donna; Challenger e Roxton la ritrovano quasi subito ma si trovano costretti a fronteggiare gli indigeni con le loro armi. I tre raggiungono i compagni, che nel frattempo si sono attrezzati con una mongolfiera; sorvolando l'altopiano, la squadra si lascia alle spalle gli indigeni entrando nello sconfinato mondo perduto.
Summerlee rimane senza parole quando osserva con il binocolo tre Quetzalcoatlus; i tre rettili volanti subito si dimostrano ostili, attaccando la mongolfiera. Prima precipita il giovane Myar, poi uno squarcio irreparabile al pallone fa precipitare tutta la squadra.
Giunti a terra, dopo aver avvistato stupefatti un Brontosaurus, trovano rifugio in una grotta in cui sono incisi sulle pareti alcuni simboli. Roxton decide di ritornare alla mongolfiera per recuperare il suo materiale; al suo ritorno, si presenta davanti a Challenger, Malone e Djena con in mano un piccolo Centrosaurus, dichiarandosi intenzionato a venderlo per 100000 $. Roxton disarma i tre e svela loro il suo progetto di fare del mondo perduto un'area dedicata esclusivamente alla caccia. Approfittando di una temporanea distrazione di Roxton, Challenger riesce a farlo cadere e a recuperare il fucile, ma Roxton punta un coltello alla gola di Djena, costringendo Challenger a consegnare l'arma. Djena morde la mano del cacciatore e Challenger gli si avventa addosso, tramortendolo.
Nel frattempo, Amanda White e il professor Summerlee sono impegnati nel decifrare i simboli della grotta, quando all'improvviso vengono attaccati da un dinosauro che riescono a respingere.
Challenger, Malone e Djena, mentre tornano con Roxton legato, incappano in un coccodrillo gigante, che addenta il malcapitato Roxton.
Tornati alla grotta, Amanda White ricostruisce la storia del mondo perduto interpretando le incisioni; queste raccontano di una tribù, i Kerrak, che s'insediarono adattandosi nel posto, trasformando i loro schiavi in pacifici indigeni; alcuni dinosauri vennero cacciati dai Kerrak, alcuni dei quali si estinsero e, per questo, i precedenti indigeni (chiamati neanderthal), cacciarono a loro volta i Kerrak per evitare la totale distruzione del mondo perduto, diventando i custodi dell'altopiano. Il professor Summerlee dichiara alla squadra di non voler più tornare a Londra, in quanto desidera passare il resto della propria vita a studiare l'ambiente. Mentre sono addormentati, appare nella grotta un neanderthal, che con una cerbottana colpisce il Professor Summerlee con un dardo drogato; dopo essersi risvegliato, Summerlee ha delle strane allucinazioni, si allontana dalla grotta e s'imbatte in un Tyrannosaurus Rex, che lo sbrana.
Il resto della squadra, una volta ritrovato il cadavere di Summerlee, lo ricopre con una bandiera britannica. Amanda e Challenger scoprono un passaggio all'interno della grotta; i due entrano in un ambiente ancora più grande, la stessa grotta scoperta da Maple White, ritrovando lo scheletro dello sfortunato Azbek e il vinile di White. Nello stesso istante, ricompare un malconcio John Roxton, che tutti ritenevano morto; Roxton rivela ad Amanda e a Challenger che la grotta è piena di esplosivi e di avere intenzione di farla saltare. Roxton ha catturato un dimorfodonte, che gli morde la gamba, facendolo precipitare. Prima di precipitare, Roxton ha acceso la miccia, ma Amanda e Challenger riescono ad uscire e a salvarsi.
Mentre la squadra si riorganizza per allestire un paracadute, Djena e i compagni vengono assaliti da piccoli Eoraptors. Giunta la notte, si avvicina loro un pericoloso Tyrannosaurus Rex; la squadra tenta di scappare, ma Djena viene di nuovo assalita dai Eoraptors e poi sbranata viva dal Tyrannosaurus. Malone attira la bestia verso dei fumi e gettandovi un accendino provoca un'enorme vampata di fuoco che uccide l'animale. Amanda White e Challenger si salvano dal fuoco buttandosi dalla cornice dell'altopiano col paracadute.
Tornati a Londra, Challenger comunica agli studenti la morte dei suoi compagni durante la spedizione e, rendendosi conto dei pericoli, asserisce che il mondo perduto della Mongolia non esiste.
Arthur Malone, sopravvissuto, è ormai intenzionato a continuare a vivere sull'altopiano della Mongolia.

## Produzione
Il film è stato realizzato in Australia ed in Canada (fra Gaspé, Meares Island, Monte Saint-Hilaire e Montréal).